# پندهای سورائو
پندهای سورائو (به آلمانی: Die Zürauer Aphorismen) مجموعه‌ای از یادداشت‌های رمزگونه و تاملات فلسفی فرانتس کافکا است که پس از مرگ او منتشر شده‌است. کافکا این مجموعه را بر ورق‌های کاغذ نازک نوشته و شماره‌گذاری کرده بود اما این ورق‌ها را به صورت دفترچه درنیاورده بود. روبرتو کالاسو هنگامی که کتابی به نام K درباره کافکا می‌نوشت به این ورق‌ها بر خورد و آن‌ها را با ترجمه ایتالیایی و توضیحاتی در ایتالیا منتشر کرد.
کافکا در پندهای سورائو اندیشه‌های پیچیده و دشوار فلسفی خود را در ظرف جملات کوتاه که گاه از فرط ایجاز بسیار مجرد و دشوارفهم می‌شود به دست داده.
ژیل دلوز فیلسوف فرانسوی دربارهٔ کتاب پندهای سورائو می‌گوید: «برای شناخت دقیق کافکا هرچند مطالعهٔ آثار مهم او از جمله قصر، محاکمه و مسخ لازم به نظر می‌رسد، خوانش جملات قصار و کتاب پندهای سورائو کلید مهمی برای شناخت این نویسندهٔ پیچیده‌است.»